# (2341) Aoluta
(2341) Aoluta es un asteroide perteneciente al cinturón de asteroides descubierto por Liudmila Ivánovna Chernyj desde el Observatorio Astrofísico de Crimea, en Naúchni, el 16 de diciembre de 1976.

## Designación y nombre
Aoluta se designó al principio como 1976 YU1.
Posteriormente recibió su nombre de las iniciales del «Astronomical Observatory of Leningrad University» con motivo del centenario de su fundación.

## Características orbitales
Aoluta está situado a una distancia media del Sol de 2,212 ua, pudiendo acercarse hasta 1,876 ua y alejarse hasta 2,548 ua. Su excentricidad es 0,1518 y la inclinación orbital 4,074 grados. Emplea en completar una órbita alrededor del Sol 1202 días.

## Características físicas
La magnitud absoluta de Aoluta es 12,8 y el periodo de rotación de 3 horas.